# إيبيناستين
إيبيناستين Epinastine هو مضاد هيستامين من الجيل الثاني، ويصنف على أنه من مثبتات الخلايا البدينة ويستعمل على شكل قطرة عينية للالتهاب الملتحمة التحسسي. هو شديد الانتقائية لمستقبلات الهيستامين H1. ولا يعبر الحاجز الدموي الدماغي.

## الاستخدام
يوصف للحكة الناتجة عن التهاب الملتحمة التحسسي.

## الآثار الجانبية
- صداع.
- احمرار وإحساس بالحرق.

## تحذيرات
- الحساسية.
- يجب الانتباه في حال وضع العدسات اللاصقة.
- يستخدم عند الضرورة في الحمل.
- يستخدم عندما تكون الفوائد أكثر من المضار أثناء الإرضاع.